# Cá mòi không răng
Cá mòi không răng (Danh pháp khoa học: Anodontostoma chacunda) là một loài cá mòi trong họ cá trích Clupeidae thuộc bộ cá trích Clupeiformes phân bố ở Ấn Độ, Thái Lan, Trung Quốc, Philippin, Malaixia, Inđônêxia. Ở Việt Nam cá phân bố ở Vịnh Bắc Bộ, Bình Thuận, Vũng Tàu, Tiền Giang, Bến Tre, Trà Vinh, Sóc Trăng, Kiên Giang, Đông Nam Bộ và vịnh Thái Lan. Là loài cá biển di cư vào cửa sông và hạ lưu các sông lớn. Cá ăn các loại phiêu sinh. Chủ yếu tảo Silic.

## Đặc điểm
Nhìn chung, cá có thân hình dài, dẹp bên, nhìn bên thân có dạng hình bầu dục. Kích thước lớn nhất đạt 20 cm, thường gặp ở cỡ 15 cm. Mặt lưng màu xanh lục, mặt bụng và hông màu trắng, bên thân có nhiều sọc dọc do các chấm nhỏ màu vàng lục tạo thành, phía sau xương nắp mang có 1 chấm to màu xanh lục, các vây màu vàng nhạt.
Đầu tương đối ngắn. Mõm rất tù và tròn. Mắt cá to. Màng mỡ mắt tương đối phát triển, che lấp mắt, chỉ còn lại con ngươi. Khoảng cách mắt rộng, hơi gồ lên. Lỗ mũi ở gần mút mõm, không có van da. Miệng nhỏ, ở lệch về phía dưới đầu. Môi tương đối mỏng. hàm dưới tương đối ngắn. Khe mang tương đối rộng. 

## Hệ thống vây
Gốc vây lưng và vây hậu môn đều có vảy bẹ. Gốc vây bụng và vây ngực có vảy nách. Vảy gai viền bụng rất sắc. Có 1 vây lưng, tia vây không kéo dài, khởi điểm ở trước khởi điểm vây bụng. Vây hậu môn hẹp nhưng dài. Vây ngực hơi rộng và dài, mút vây vượt quá khởi điểm vây lưng. Vây bụng tương đối lớn, ở thấp. Vây đuôi dài, dạng phân thùy như đuôi én. Hậu môn ở ngay sát trước gốc vây hậu môn. Vảy tròn, khó rụng.
Vây lưng có một cái, tia vây không kéo dài, khởi điểm ở trước khởi điểm vây bụng. Vây hậu môn hẹp nhưng dài. Vây ngực hơi rộng và dài, mút vây ngực quá khởi điểm vây lưng. Vây bụng tương đối lớn, ở thấp. Vây đuôi dài dạng phân thùy. Hậu môn ở ngay sát trước gốc vây hậu môn.
Vảy tròn, khó rụng. Phần đầu không có vảy. Gốc vây lưng và vây hâu môn đều có vảy bẹ. Gốc vây bụng và vây ngực có vẩy nách vẩy gai viền lưng rất sắc.